# Götzen-Dämmerung oder Wie man mit dem Hammer philosophirt

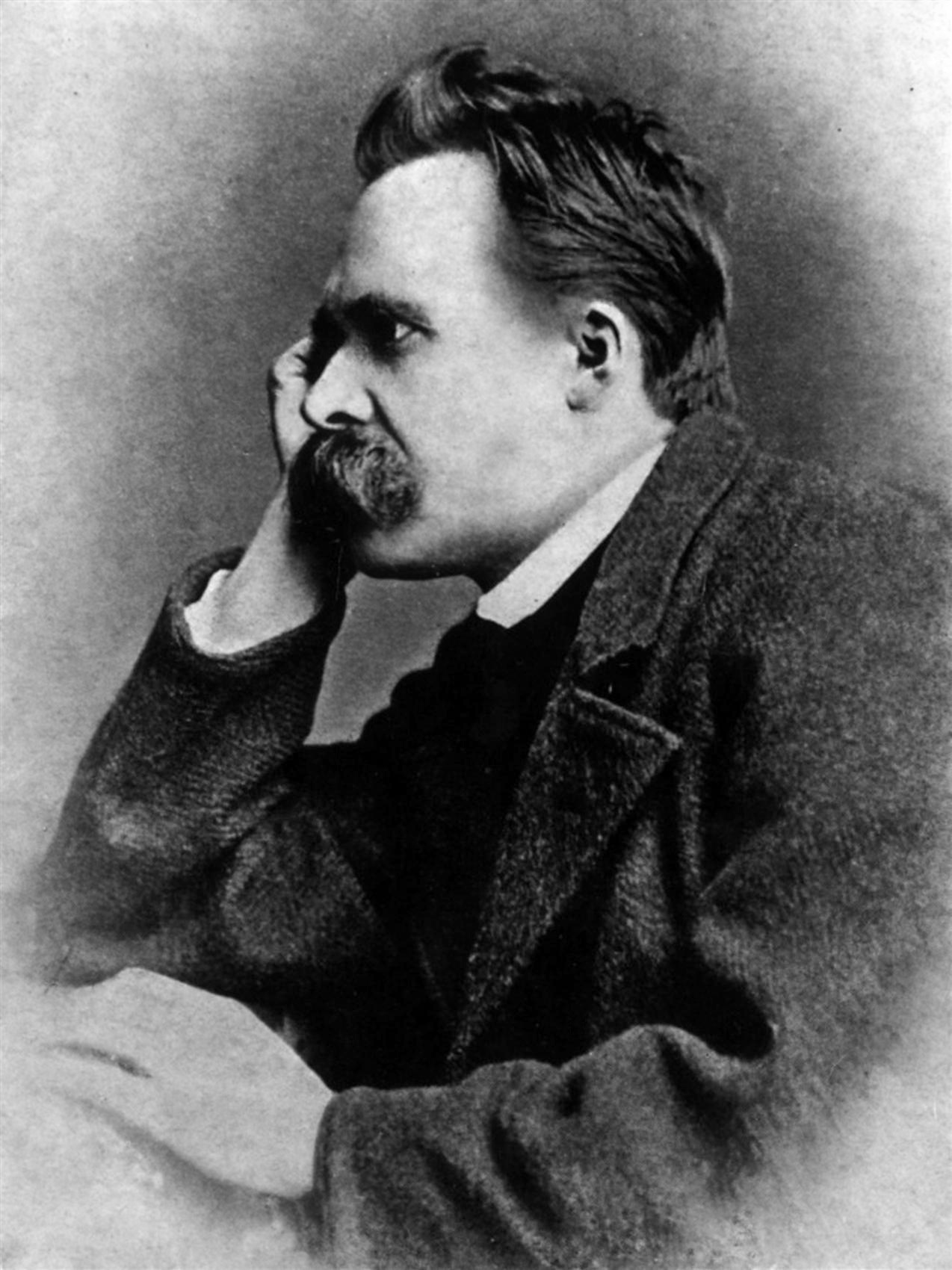
Friedrich Nietzsche, 1882 (Photographie von Gustav Adolf Schultze)

Götzen-Dämmerung oder Wie man mit dem Hammer philosophirt ist ein 1889 veröffentlichtes Spätwerk Friedrich Nietzsches, in dem er wesentliche Aspekte seines bisherigen Denkens zusammenfasste. Mit ihm setzte er den Weg der Umwertung aller Werte weiter fort und bezog sich auf die „Götzen“ seiner Zeit, deren Dämmerung er voraussah.
Das heterogene Werk enthält viele metaphysikkritische, kunst- und sprachphilosophische Einsichten, die für das Verständnis der späten Philosophie Nietzsches von großer Bedeutung sind.
Die Werksbezeichnung wird üblicherweise mit dem Sigel GD abgekürzt.

## Inhalt

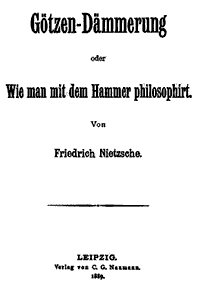
Titel der Erstausgabe

In zehn von einem kurzen Vorwort eingeleiteten Abschnitten resümiert Nietzsche die Hauptthemen seines Spätwerks. Wie er in der autobiographischen Schrift Ecce homo schrieb, bezieht sich „Götze“ auf das, was man bisher Wahrheit genannt habe, auf deren Ende die (Metapher der) Dämmerung deute: „Götzen-Dämmerung – auf deutsch: Es geht zu Ende mit der alten Wahrheit …“ Das Bild des Hammers, das auf eine heftige Zerstörung des Alten hinweist, ergänzt Nietzsche im Vorwort mit dem des Perkussionshammers. Mit ihm verweist er auf das diagnostische Vorgehen, bei dem die so hinterfragten Götzen „ausgehorcht“ werden und dabei „hohle Töne“ von sich geben können.
Zu den Schwerpunkten seiner Kritik gehören Metaphysik und Moral, Religion und erneut das Phänomen der Dekadenz, mit der sich Nietzsche seit langem beschäftigt und die er in unterschiedlichen Manifestationen beschrieben hatte. Der metaphysische Dualismus (Zweiteilung) beherrsche die Geschichte der abendländischen Kultur und Philosophie und teile die Welt in einen wahren und einen scheinbaren Bereich. Nietzsche arbeitet Phasen der platonischen und christlichen, Kantischen und positivistischen Einflussnahme dieser Trennungen heraus.

### Das Problem des Sokrates

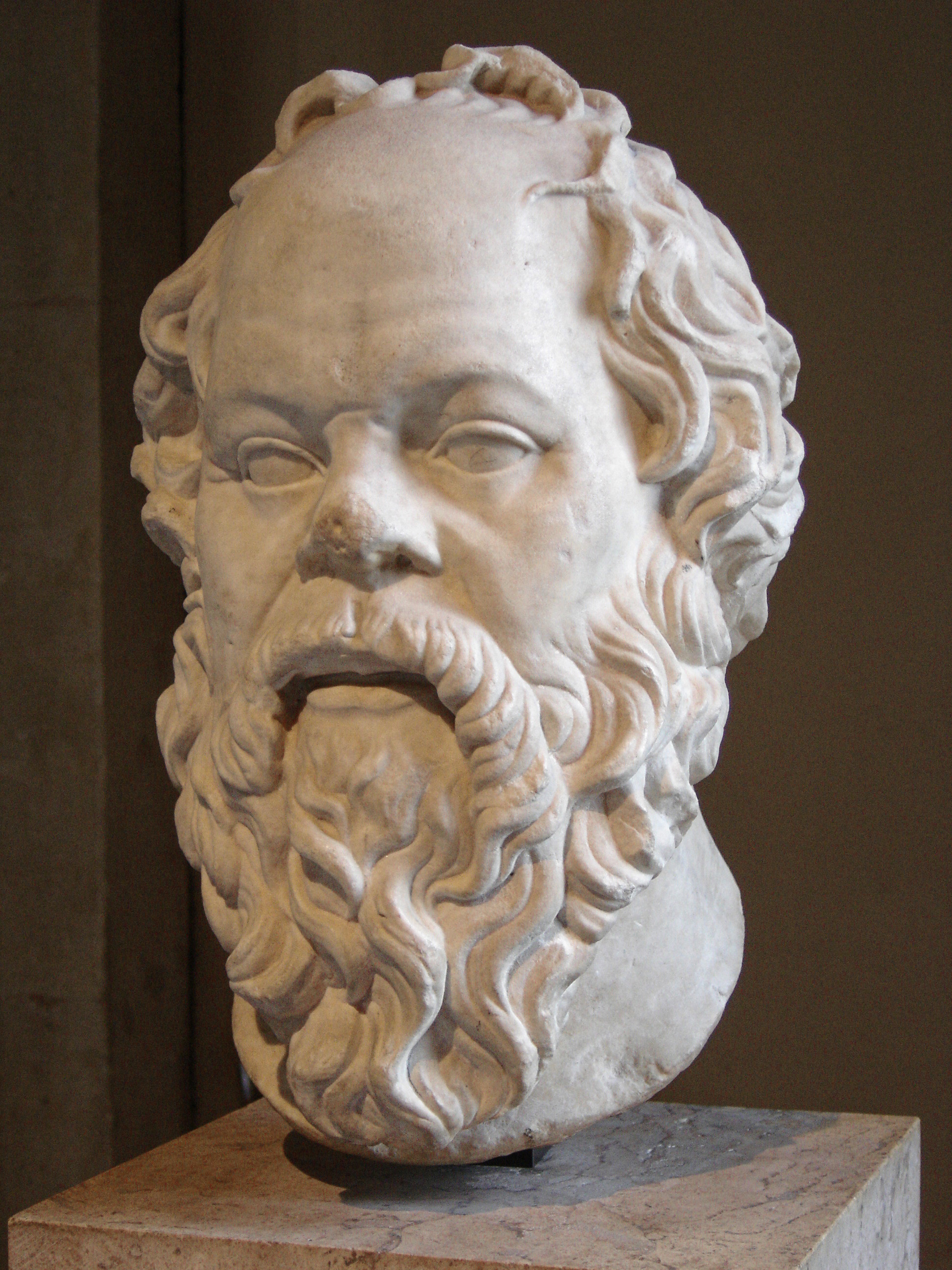
„Mit Sokrates schlägt der griechische Geschmack zu Gunsten der Dialektik um“; Büste des Sokrates, römische Kopie eines griechischen Originals, 1. Jahrhundert, Louvre, Paris

Am Beispiel des Sokrates, den er als kranken Niedergangs-Typen charakterisiert, vertieft sich Nietzsche in die Probleme der Dekadenz und Idiosynkrasie. Bereits in seiner noch im Banne Richard Wagners stehenden Frühschrift Die Geburt der Tragödie aus dem Geiste der Musik hatte er sich mit der Zentralgestalt der griechischen Philosophie befasst, eine Kritik des Sokratismus formuliert und gleichzeitig in seiner Schrift Die Philosophie im tragischen Zeitalter der Griechen den Begriff Vorsokratiker durch Vorplatoniker ersetzt. Nietzsche sah den Sokratismus als Verfallserscheinung, der die Tragödie verkümmern ließ und das Element des Dionysischen verdrängte. Dem bis in die Gegenwart anhaltenden Verfall stellte er die Werke des damals noch hochgeschätzten Komponisten gegenüber, in denen die Kräfte versöhnt seien.
Die Ideen von Sokrates und Platon repräsentierten Verfalls-Symptome „griechischer Auflösung“, ihre Werturteile über das Leben seien dumm, hätten keinen philosophischen Wert und könnten nur als Symptome einer Krankheit verstanden werden. Der Wert des Lebens sei nicht abzuschätzen, und wer diese Frage als Philosoph zum Problem mache, untergrabe seine Weisheit.
Mit Sokrates schlage der vornehme griechische Geschmack in die Dialektik um, mit welcher der „Pöbel“ nach oben komme. Wo die Autorität zur guten Sitte gehöre und nicht zu begründen, sondern zu befehlen sei, gelte der Dialektiker als „Hanswurst“. Die Sokratische Ironie sei womöglich Ausdruck von „Pöbel-Ressentiment“.

### Die Vernunft in der Philosophie
Im dritten Abschnitt – „Die Vernunft in der Philosophie“ – beklagt Nietzsche den Mangel der Philosophen an historischem Sinn, ihre Ablehnung des Werdens sowie ihre Neigung, „das Letzte und das Erste“ zu verwechseln, von höchsten Begriffen auszugehen, ohne ihre Entstehung zu berücksichtigen, ja sie von sich zu weisen. Das Höhere, so glaubten die meisten, dürfe nicht aus dem Niederen wachsen. Was, wie die Moral, ersten Ranges sei, müsse „Causa sui“ also nicht geworden sein, womit man den Begriff Gott erreicht habe: Das Letzte werde als Erstes gesetzt, als Ursache an sich. Die Menschheit habe teuer dafür gezahlt, die „Gehirnleiden kranker Spinneweber“ ernst zu nehmen.
Es sei zudem falsch, dem Zeugnis der Sinne zu Gunsten einer Scheinwelt zu misstrauen. Was die Philosophen seit Jahrtausenden gemacht hätten, seien „Begriffs-Mumien“ gewesen, nichts Lebendiges sei aus ihren Händen gekommen. Die Vernunft sei die Ursache einer sinnlosen Zweiteilung der Welt. Die Sinne selbst würden nicht lügen, was aber aus ihrem Zeugnis gemacht werde, lege die Lüge hinein. Die Welt im Sinne des Christentums oder Kants in eine wahre und scheinbare zu trennen, sei eine Suggestion der Dekadenz.

### Moral als Widernatur
Im folgenden Kapitel unterzieht Nietzsche den Umgang mit den Leidenschaften einer Kritik, die mit physiologischen und psychiatrischen Fachbegriffen arbeitet. Den Passionen gegenüber habe sich vor allem die Kirche falsch verhalten, deren Praxis lebensfeindlich sei. Statt danach zu fragen, wie man Begierden vergeistigen und verschönen könne, seien sie bekämpft worden. „Aber die Leidenschaften an der Wurzel angreifen heisst das Leben an der Wurzel angreifen.“
Nietzsche unterscheidet eine „gesunde“ von einer „widernatürlichen“ Moral. Jede gesunde Moral sei von einem „Instinkt des Lebens beherrscht“, während die widernatürliche, „das heisst fast jede Moral, die bisher gelehrt...worden ist“, sich gegen die „Instinkte des Lebens“ wende und diese, „bald heimlich, bald laut“ verurteile.
Die Vergeistigung der Sinnlichkeit, die Liebe, sei ein Triumph über das Christentum. Auch die Feindschaft sei vergeistigt worden, indem man nun ihren tiefen Wert begreife. Habe die Kirche zu allen Zeiten die Vernichtung ihrer Feinde angestrebt, würden die „Antichristen“ den Vorteil gerade darin sehen, dass die Kirche bestehe. In dieser „neuen Schöpfung“ voller Gegensätze seien „Feinde“ nötiger als „Freunde“, und auch den Wert der „inneren Feinde“ habe man erkannt: „Man ist nur fruchtbar um den Preis, an Gegensätzen reich zu sein“.

## Entstehung und Titel

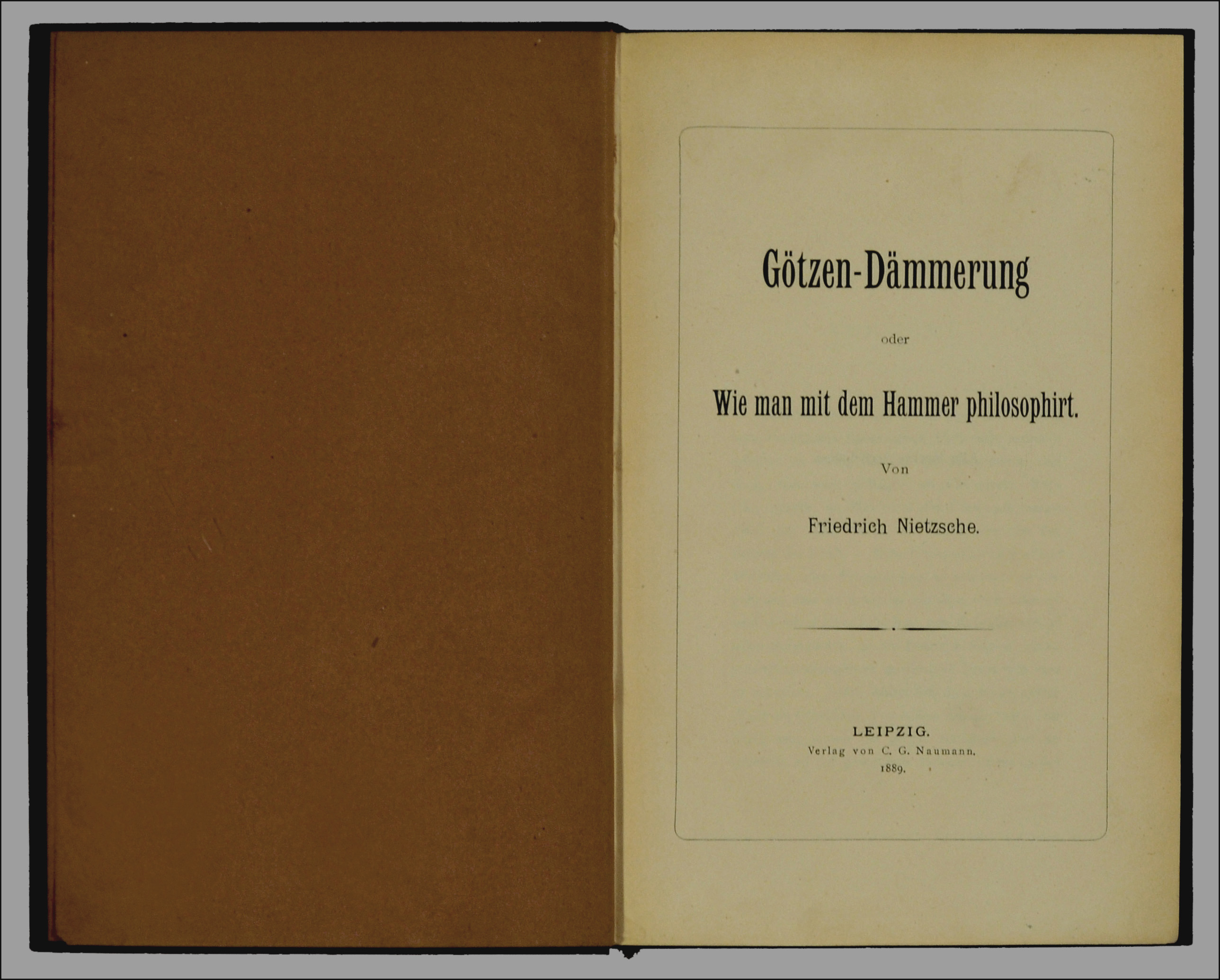
Titelblatt des Erstdrucks 1889

Nietzsche hatte während des Sommers 1888, seines letzten, von hektischer Produktivität geprägten Schaffensjahres, den schon seit 1885 gehegten Plan aufgegeben, ein umfangreiches Hauptwerk mit dem Titel Wille zur Macht zu veröffentlichen. Nun arbeitete er an einem ähnlich breit angelegten Projekt: Der „Umwertung aller Werte“, aus dem er später die ersten 23 Abschnitte für den Antichristen und weitere Arbeiten wie den Ecce homo, Nietzsche contra Wagner und den Gedicht-Zyklus Dionysos-Dithyramben ziehen sollte.
In die Götzen-Dämmerung ging ein großer Teil des Materials aus dem Willen zur Macht ein. Die im Oktober 1888 vollendete Schrift sollte der Zusammenfassung und einer „vollkommenen Gesammt-Einführung“ in seine Philosophie dienen. In einem Brief an Franz Overbeck schrieb Nietzsche, dass er das druckfertige Manuskript innerhalb von zwanzig Tagen vollendete.
Nietzsche schwebte dafür zunächst der Titel „Müßiggang eines Psychologen“ vor. Sein Freund Peter Gast indes schrieb ihm am 20. September, dieser Name klinge zu anspruchslos. Nietzsche habe seine Artillerie auf die „höchsten Berge gefahren“, habe Geschütze „wie es noch keine gegeben“ und brauche nur „blind zu schießen, um die Umgegend in Schrecken zu versetzen.“ Alles das sei kein „Müßiggang“ mehr. Wenn ein „unfähiger Mensch“ wie Gast bitten dürfe, so wünsche er sich einen „prangenderen glanzvolleren Titel.“
Nietzsche kam der Bitte nach und wählte die wirkungsvollere Bezeichnung „Götzen-Dämmerung,“ mit der er parodistisch auf Richard Wagners Oper Götterdämmerung anspielte.
In einem Brief an Paul Deussen schrieb Nietzsche, die Schrift gebe einen „sehr strengen und feinen Ausdruck meiner ganzen philosophischen Heterodoxie“, die unter viel Anmut und Bosheit versteckt sei. Die Wagnerschrift und die Götzendämmerung seien wirkliche Erholungen während der „unermesslich schweren“ Aufgabe der Umwertung aller Werte. Würde man die radikale Umwälzung verstehen, führte dies zu einer Spaltung der „Geschichte der Menschheit in zwei Hälften“.
Der im Vorwort erwähnte, aber nicht exakt zitierte Wahlspruch lässt sich auf den römischen Dichter Aulus Furius Antias zurückführen.
Ein Spruch, dessen Herkunft ich der gelehrten Neugierde vorenthalte, war seit langem mein Wahlspruch:  „increscunt animi, virescit volnere virtus“  oder: "Die Seelen wachsen darin, dass bei der Verwundung die Tugend gedeiht."

## Bedeutung und Rezeption
Die Götzen-Dämmerung zählt zu den umstrittenen, vielschichtigen Werken, die das Bild von Nietzsches Philosophie am stärksten geprägt haben.
Mit seinem atemlosen, hochfahrenden Stil gehört es zum stürmischen Finale des Jahres 1888. Nietzsches (auch krankheitsbedingte) Ungeduld zu publizieren bewirkte, dass sein architektonisches Gefühl ebenso schwand wie die theoretische und systematische Tendenz, die sich in den vorhergehenden großen Werken – Jenseits von Gut und Böse und der Genealogie der Moral – noch in herausragender Form gezeigt hatten. Wie Giorgio Colli formuliert, richtete der „paradoxe Knoten“ seiner Existenz, seine Unzeitgemäßheit ihn zugrunde, eine Einstellung, nach der alle von der Gegenwart hochgehaltenen Werte verachtenswert seien. Sei es schon schwer, mit dieser Überzeugung zu leben, werde es quasi unmöglich, sie der Gegenwart aufzudrängen, die Unzeitgemäßheit somit zeitgemäß zu machen.
Das im Untertitel formulierte Programm ist häufig im Sinne einer gewaltfördernden Anleitung interpretiert worden. Auf die im Werk angelegte, von ihm provozierte Möglichkeit einer Verwendung der physiologischen Termini für eine menschenfeindliche „Sozialhygiene“ bis hin zum Nationalsozialismus ist mehrfach hingewiesen worden.
Nietzsche, der sich immer wieder mit physiologischen Fragestellungen (der Ernährung, der Diät) befasst hatte, scheint der Versuchung erlegen zu sein, die Dekadenz von einer rein naturalistischen Perspektive zu betrachten. So weist er auf physiologische Übereinstimmungen der Denker hin, die eine falsche, geringschätzige Auffassung vom Leben vertreten hätten und hebt die Hässlichkeit und „niedere Herkunft“ Sokrates’ hervor. Die Hässlichkeit sei häufig Ausdruck einer „gehemmten Entwicklung“ oder erscheine als „niedergehende Entwicklung.“ Anthropologen unter den Kriminalisten würden behaupten, der „typische Verbrecher sei hässlich […] Aber der Verbrecher ist ein décadent. War Sokrates ein Verbrecher?“
Diese Herangehensweise führt im Kapitel „Streifzüge eines Unzeitgemäßen“ zu dem fatalen, vielgedeuteten Abschnitt „Moral für Ärzte“, in dem der Kranke als „Parasit der Gesellschaft“ bezeichnet wird. Manchmal sei es „unanständig, noch länger zu leben.“ Nachdem der „Sinn vom Leben, das Recht zum Leben verloren gegangen“ sei, sollte das „Fortvegetieren […] in feiger Abhängigkeit eine Verachtung der Gesellschaft nach sich ziehen.“ Ein „wirkliches Abschiednehmen“ „auf stolze Art“ sei möglich, wenn der Tod aus freien Stücken und zur rechten Zeit, „inmitten von Kindern und Zeugen vollzogen“ werde. Das alles erscheine im Gegensatz zu „der erbärmlichen und schauderhaften Komödie, die das Christentum mit der Sterbestunde getrieben“ habe.

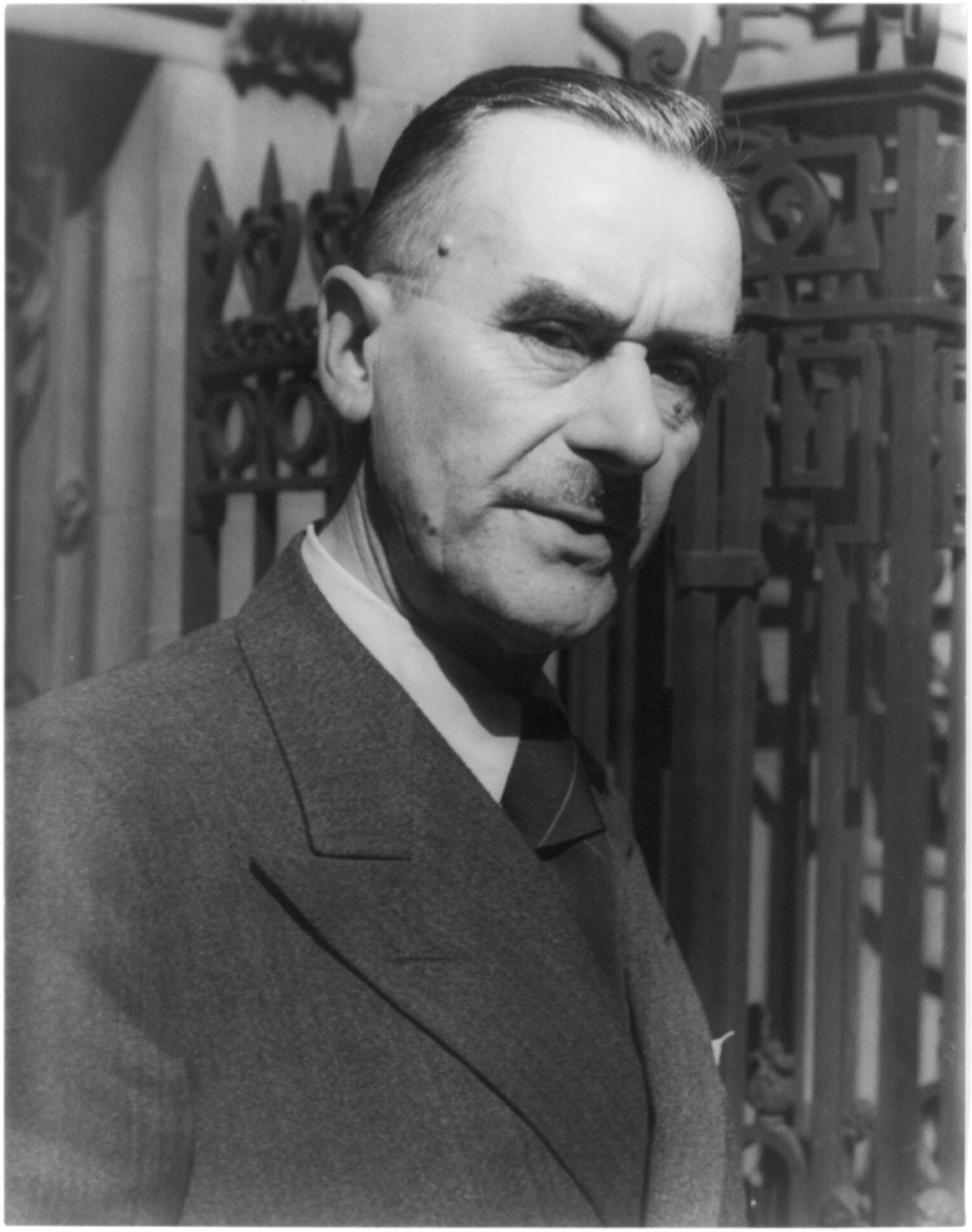
Für Thomas Mann kündigte Nietzsche die faschistische Epoche als „zitternde Nadel“ an.Foto von Carl van Vechten

In seinem Essay Nietzsches Philosophie im Lichte unserer Erfahrung beleuchtete Thomas Mann 1947 die antihumanen Entgleisungen Nietzsches und bezeichnete sie als „trunkene und darum im Grunde nicht ernst gemeinte Provokationen des Ideals der Sittlichkeit“, von dem Novalis gesprochen hatte. Dieses Ideal, so Novalis, habe keinen „gefährlicheren Nebenbuhler“ als den der „höchsten Stärke“, das man auch „das Ideal der ästhetischen Größe benannt“ habe.
Den schrillen Herausforderungen Nietzsches mit moralischer Entrüstung zu begegnen, sei inhuman und dumm. Man habe in Nietzsche ein Hamletschicksal vor sich, das Ehrfurcht und Erbarmen einflöße. Mit einem sensiblen Registrierungsinstrument habe er den kommenden Imperialismus vorempfunden und den Faschismus als „zitternde Nadel“ angekündigt. Allerdings seien die Ruchlosigkeiten geeignet gewesen, in der „Schund-Ideologie“ ihren Platz zu finden. Die „Moral für die Ärzte“ der Götzen-Dämmerung und manche seiner Züchtungs- und Ehevorschriften seien „tatsächlich, wenn auch vielleicht ohne wissentliche Bezugnahme auf ihn, in die Theorie und Praxis des Nationalsozialismus übergegangen“. Letztlich aber sei der Faschismus als pöbelhaftes „Kultur-Banausentum“ dem hohen Geist Nietzsches mit seinen vornehmen Idealen im Grunde fremd.